# 托马·库蒂尔
托马·库蒂尔（法語：Thomas Couture，法語發音：[tɔma kutyʁ]；1815年12月21日—1879年3月30日）是一位法國歷史畫家與教師，著名於以歷史故事為主題的畫作。是多位著名畫家，如愛德華·馬奈等人的老師。其最为人知的作品为《罗马人的堕落》。

## 外部連結

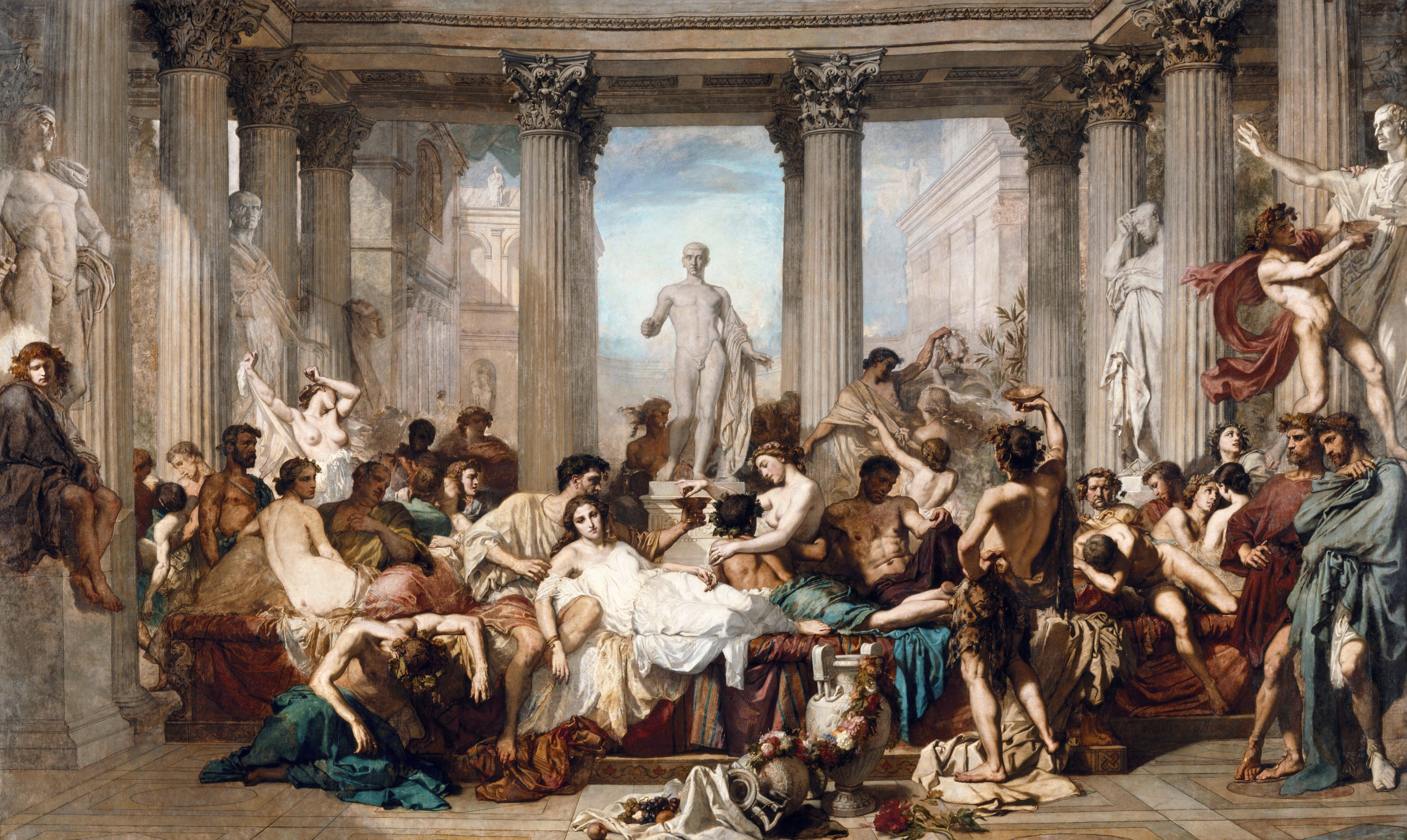
《罗马人的堕落》（Romans in the Decadence of the Empire）

- Find-A-Grave profile for Thomas Couture （页面存档备份，存于）